# Rapa Iti
Rapa také Rapa Iti (česky Malý Rapa) kvůli odlišení od Rapa Nui (Velký Rapa), což je domorodý název Velikonočního ostrova. Rapa Iti je největší a jediný osídlený ostrov Bassových ostrovů, součásti Jižního souostroví Francouzské Polynésie. Dříve se pro ostrov užíval název Oparo. Rozloha ostrova je 40 km2 a populace činí téměř 500 obyvatel. Maximální nadmořská výška ostrova, hora Mont Perau, ční do výšky 650 m n. m. Hlavním městem je Ahuréi.

## Geografie
Rapa Iti leží na souřadnicích 27°35′00″S 144°20′00″W. Má podobu přibližně řeckého písmene sigma (ς), s velmi dobře chráněnou zátokou, obklopenou prstencem relativně vysokých hor. Ostrov je pozůstatkem potopené sopky, zátoka pak její kalderou. Hlavní město Ahuréi (nebo Ha'uréi), se nachází na jižním pobřeží zátoky, která se nazývá Baie d'Ahuréi. Menší osada, jež nese jméno Area, se nachází v severní části zátoky. Obyvatelstvo ostrova jsou Polynésané. Ačkoli se ostrov přiřazuje k Jižnímu souostroví, jeho geologická, lingvistická a kulturní historie je od něj rozdílná.

## Historie
Rapa Iti byl pravděpodobně nejprve osídlen ve 13. století osídlen Polynésany, mluvícími nářečím Rapa. Předpokládá se, že vyčerpání přírodních zdrojů vyústilo v klanovou válku, při níž se jednotlivé skupiny obyvatelstva uchýlily do 14 opevněných osad (nazývaných „pa, případně „pare“), nacházejících se na vrcholcích hor. Za nejstarší z nich je považována Morongo Uta, postavená v období let 1450–1500 n. l.
Prvním Evropanem, jenž spatřil Rapa Iti, byl 22. prosince roku 1791 George Vancouver. Vancouver dal ostrovu jméno Oparo.
Kontakt s Evropany vedl bohužel k rozšíření nemocí a alkoholismu. Další ránu ostrovu přinesli peruánští otrokáři a neštovice, zavlečené navrátilci, kterým se podařilo z otroctví uprchnout. Následky byly katastrofální. V roce 1826 se na ostrově žilo 2000 obyvatel, o čtyřicet let později již jen 120.
V roce 1867 se ostrovní království stalo francouzským protektorátem. Následně založili na ostrově Britové uhelnou osadu, což vedlo Francouze 6. března 1881 k anexi ostrova. V roce 1887 byla zrušena původní monarchie.
Osada Morongo Uta byla zkoumána Thorem Heyerdahlem, který hledal společné rysy s Velikonočním ostrovem.

## Životní prostředí
Na ostrově žije endemická holubice (Rapa Fruit Dove, Ptilinopus huttoni), jež je řazena mezi 50 nejvzácnějších ptáků světa. Jiným vzácným druhem je buřňák Murphyův (Pterodroma ultima) a koliha aljašská (Numenius tahitiensis), kteří na ostrov zalétají kvůli rozmnožování. Z tohoto důvodu byl ostrov zařazen organizací BirdLife International do Významných ptačích území (IBA – Important Bird Areas).

## Administrativa
Komuna ostrova se skládá ze správy samotného Rapa Iti a čtyř neosídlených skal Marotiri.

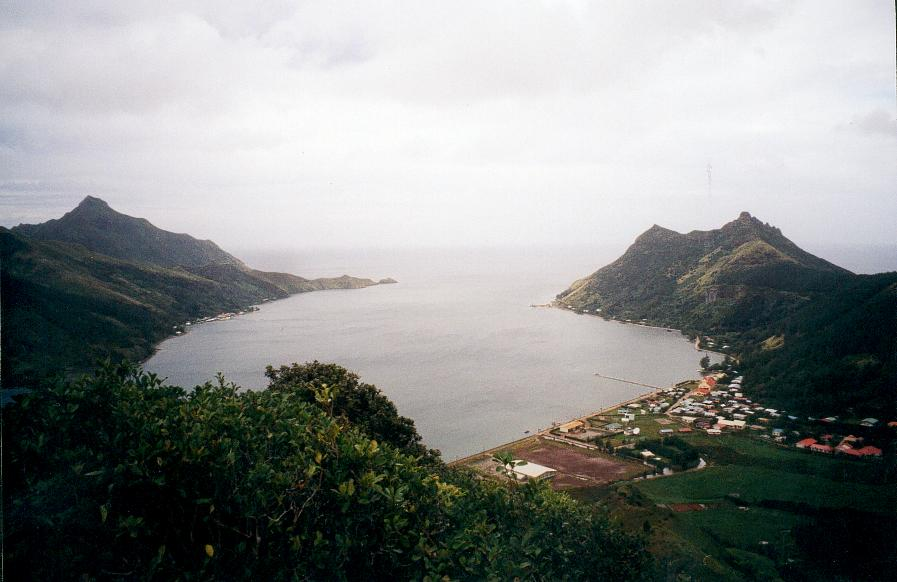
Ahurei Bay